# Liste der Bürgermeister von Kirchheim bei München
Überblick über die Bürgermeister der oberbayerischen Gemeinde Kirchheim b. München. Mit der Eingemeindung von Heimstetten am 1. Mai 1978 erhielt die neu gegründete Gemeinde Kirchheim b. München einen hauptamtlichen Bürgermeister.

## Bürgermeister von Kirchheim (bis 1978)
| Bürgermeister | Bürgermeister                         | Amtszeit                  |
| ------------- | ------------------------------------- | ------------------------- |
|               | Johann Winhard                        | 1808 Obmann von Kirchheim |
|               | Franz Sepp Ökonom                     | 1840–1855                 |
|               | Anton Vitzthum Ökonom                 | 1855–1867                 |
|               | Balthasar Vitzthum Schuster           | 1867–1871                 |
|               | Josef Sepp Ökonom                     | 1871–1893                 |
|               | Philipp Kink Schmied                  | 1894–1899                 |
|               | Franz Gruber Ökonom                   | 1900–1912                 |
|               | Franz Sepp Ökonom                     | 1912–1927                 |
|               | Anton Vitzthum Landwirt               | 1927–1933                 |
|               | Martin Mair sen. Schmied und Landwirt | 1933–1944                 |
|               | Franz Sepp Landwirt                   | 1944–1952                 |
|               | Georg Huber Landwirt                  | 1952–1960                 |
|               | Martin Mair jun. Landwirt             | 1960–1976                 |
|               | Hermann Schuster Architekt            | 1976–1978                 |

## Bürgermeister von Kirchheim b. München (ab 1978)
| Bürgermeister | Bürgermeister                    | Amtszeit  |
| ------------- | -------------------------------- | --------- |
|               | Hermann Schuster Architekt       | 1978–1990 |
|               | Heinz Hilger Stadtplaner         | 1990–2014 |
|               | Maximilian Böltl Diplom-Kaufmann | 2014–2024 |
|               | Stephan Keck Architekt           | Seit 2024 |